# 2 cm Flakvierling auf Fahrgestell Panzerkampfwagen IV
2 cm Flakvierling auf Fahrgestell Panzerkampfwagen IV – niemiecki pojazd przeciwlotniczy na podwoziu czołgu Panzerkampfwagen IV, uzbrojony w cztery działka 2 cm FlaK 38 L/65 kalibru 20 mm. Wyprodukowano jedynie jeden prototyp tego pojazdu. 

## Historia
W lutym 1943 r. Krupp rozpoczął pracę nad pojazdem przeciwlotniczym opartym na podwoziu czołgu średniego Panzerkampfwagen IV. Zaproponowano zestaw z działkiem 2 cm FlaK 38 L/65 na poczwórnej podstawie przeciwlotniczej. Nadbudowę pojazdu stanowił prostokątny, otwarty przedział bojowy ze ścianami z podwójnej płyty pancernej o grubości 12 mm, ze wszystkimi bokami rozchylanymi na zewnątrz na zawiasach. Prototypowy pojazd został przygotowany w ustalonym terminie. Pomimo że generał Guderian był usatysfakcjonowany, podjęto decyzję o kontynuowaniu prac w kierunku uzbrojenia takiego pojazdu w działko 3,7 cm  FlaK 43 L/57 kalibru 37 mm. W rezultacie zaniechano prac nad produkcją seryjną pojazdów 2 cm Flakvierling auf Fahrgestell Panzerkampfwagen IV zamówionych przez gen. Guderiana. Prototyp tego pojazdu został później przezbrojony w działko 3,7 cm FlaK 43 L/57.